# Evoluta

In blu l'evoluta di un'ellisse (rosso).

Evoluta (rosso) di una parabola (blu).

In geometria differenziale delle curve, l'evoluta di una curva piana {\displaystyle \gamma } è un'altra curva piana {\displaystyle E} che si ottiene come luogo geometrico dei centri di curvatura di {\displaystyle \gamma } (ovvero i centri dei cerchi osculatori, che meglio approssimano la curva nei punti). Per esempio, l'evoluta di un cerchio è il suo centro stesso. In questo modo {\displaystyle \gamma } viene detta involuta o evolvente di {\displaystyle E}.

## Definizione
Sia la curva piana {\displaystyle \gamma (s)} parametrizzata dal parametro lunghezza d'arco. Il raggio di curvatura (raggio del cerchio osculatore) è definito come:
{\displaystyle R(s)={\frac {1}{k(s)}}}.
Il centro di curvatura si trova sulla linea normale a {\displaystyle \gamma (s)} ed è posto ad una distanza di {\displaystyle R} da {\displaystyle \gamma (s)}, nella direzione determinata dal segno di {\displaystyle k}, ovvero:
{\displaystyle E(s)=\gamma (s)+R(s){\bf {N}}(s)=\gamma (s)+{\frac {1}{k(s)}}{\bf {N}}(s)}.
Al variare di {\displaystyle s}, quindi, tale centro definisce una curva piana detta evoluta di {\displaystyle \gamma }.